# Stepan Smal-Stocki

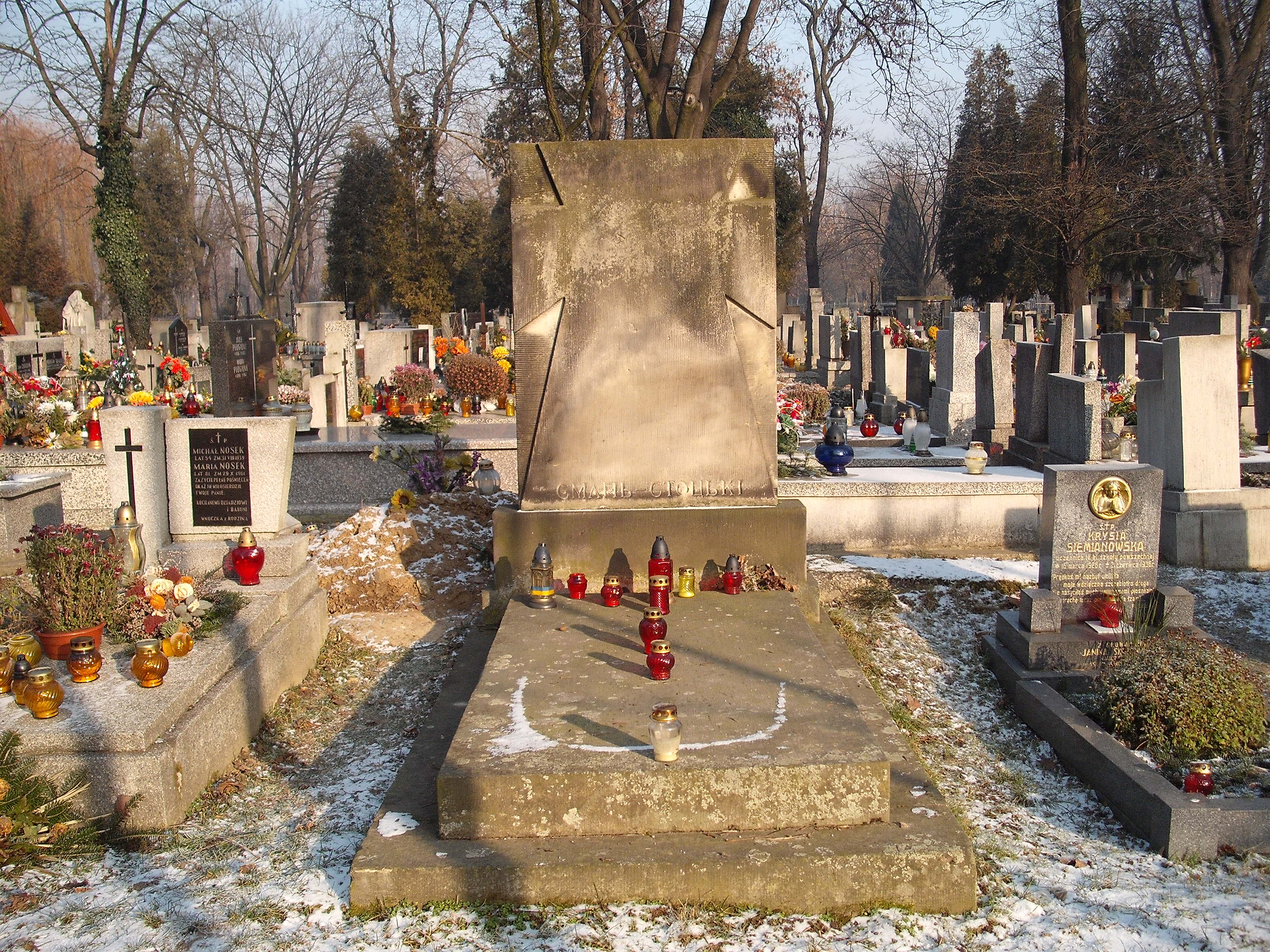
Grób Stepana Smal-Stockiego na cmentarzu Rakowickim

Stepan Smal-Stocki (ukr. Степан Смаль-Стоцький, ur. 8 stycznia 1859 w Niemiłowie (Galicja), zm. 17 sierpnia 1938 w Pradze) – ukraiński slawista, historyk literatury i polityk, ojciec Romana Smal-Stockiego. Członek rzeczywisty Towarzystwa Naukowego im. Szewczenki.

## Życiorys
Pochodził z chłopskiej rodziny. Uczęszczał do gimnazjum we Lwowie. Po maturze 1878 studiował na Uniwersytecie w Czerniowcach filologię słowiańską pod kierunkiem Ignacego Onyszkiewicza, od 1883 na Uniwersytecie Wiedeńskim, w roku 1884 uzyskał doktorat i habilitację z porównawczej filologii słowiańskiej. W roku 1885 został powołany na profesora nadzwyczajnego, od 1893 zwyczajnego języka ukraińskiego (ruskiego) i literatury ukraińskiej na Uniwersytecie w Czerniowcach.
W roku 1892 został wybrany na posła do parlamentu krajowego Bukowiny, gdzie przewodził grupie „młodych Rusinów”, w roku 1904 został zastępcą naczelnika kraju, w latach 1911–1918 posłem do parlamentu Austrii.
W 1908 odznaczony Krzyżem Komandorskim Orderu Franciszka Józefa
Wraz z Teodorem Gartnerem napisał w roku 1913 „Grammatik der ruthenischen (ukrainischen) Sprache” (Gramatyka języka rusińskiego (ukraińskiego)).
Po przyłączeniu Bukowiny do Rumunii w roku 1918 i likwidacji jego katedry na uniwersytecie przeniósł się do Pragi, gdzie w 1919 został przedstawicielem Zachodnioukraińskiej Republiki Ludowej. W roku 1921 został powołany na profesora Ukraińskiego Wolnego Uniwersytetu w Pradze.
Stepan Smal-Stocki jako pierwszy zastąpił przymiotnik „ruski” przymiotnikiem „ukraiński” w odniesieniu do języka i narodowości ukraińskiej. Stworzył fonetyczną pisownię języka ukraińskiego, obowiązującą w szkołach monarchii austro-węgierskiej. Był działaczem społecznym, popierał ruch spółdzielczy, wydawał czasopismo „Ruska szkoła”.
Pochowany na cmentarzu Rakowickim w Krakowie obok żony Emilii (kwatera XXXIV-płd.-7).